# Jeûne eucharistique

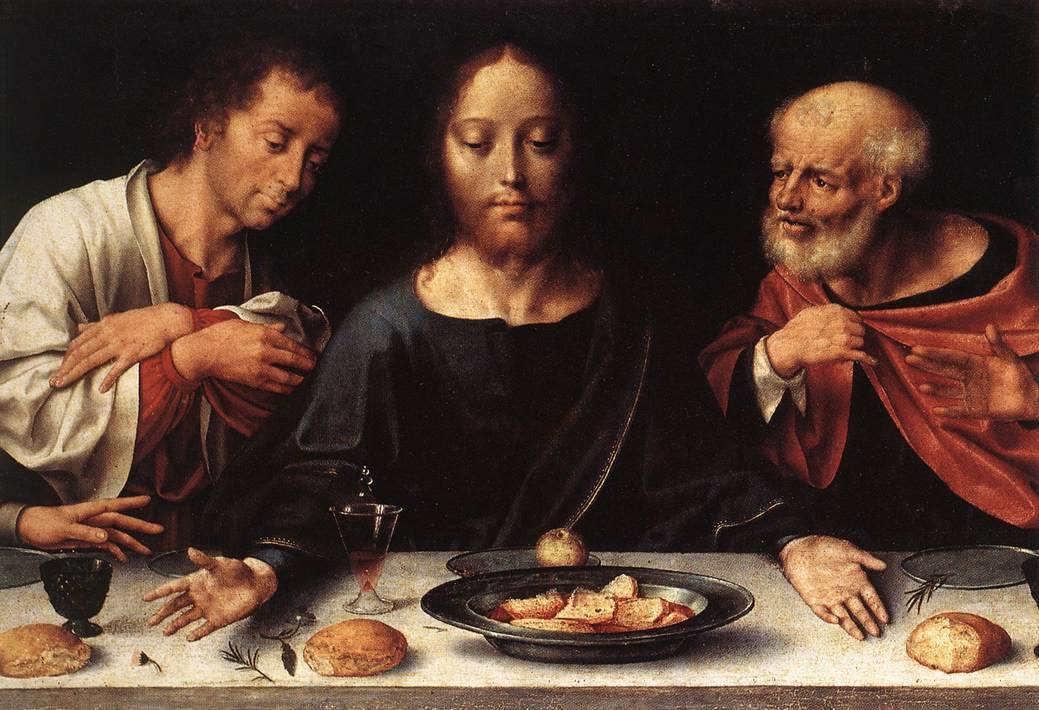
La Cène du Jeudi saint, détail du Retable de la Lamentation, Joos van Cleve (v. 1525), musée du Louvre.

Le jeûne eucharistique est une pratique des Églises catholique et orthodoxe consistant à s'abstenir de nourriture dans le temps qui précède la participation à la messe, par respect avant de recevoir la communion au Corps du  Christ qui a lieu vers la fin de la cérémonie.

## Christianisme antique
Dans les évangiles synoptiques, Jésus institue l'Eucharistie au cours d'un repas pascal, donc sans jeûner. 
La règle prescrivant de n'accorder la sainte communion qu'aux fidèles en état de jeûne est affirmée au concile de Carthage de 397. 

## Code de droit canonique de 1917
Le code de droit canonique de 1917 prescrit aux prêtres et aux fidèles en bonne santé de se priver de nourriture solide et de boisson y compris l'eau depuis minuit jusqu'à la communion.

## Constitution apostolique Christus Dominus de 1953
Ce texte introduit le principe que « l'eau naturelle ne rompt pas le jeûne eucharistique », maintient la règle générale de jeûner à partir de minuit, tout en introduisant des dérogations en autorisant des boissons dans quelques cas particuliers, tels que les prêtres qui célèbrent plusieurs messes ou les ouvriers travaillant de nuit, sans que ces dérogations s'étendent à l'heure précédant la communion.

## Motu proprio Sacram Communionem de 1957
Par le motu proprio Sacram Communionem du 25 mars 1957, Pie XII fixe la durée du jeûne eucharistique à trois heures pour la nourriture solide et les boissons alcoolisées, et à une heure pour les boissons non alcoolisées, sauf l'eau.
Les malades ont droit sans restrictions à la prise de boissons non alcoolisées et de médicaments.

## Discours de Paul VI du 24 novembre 1964
Lors du discours de clôture de la troisième session du concile Vatican II, le 24 novembre 1964, le pape Paul VI déclare qu'il accède à la demande des évêques du concile en réduisant le jeûne eucharistique à une heure pour la nourriture solide et les boissons alcoolisées, pourvu que celles-ci n'excèdent pas de petites quantités. L'Osservatore Romano du 4 décembre 1964 précise que cette disposition est applicable immédiatement.

## Instruction Immensae Caritatis de 1973
Le 19 janvier 1973, la Congrégation pour le culte divin et la discipline des sacrements publie l'instruction Immensae Caritatis abaissant à un quart d'heure le jeûne eucharistique des personnes âgées et des malades. Les personnes qui les soignent, leurs familles et amis bénéficient de la même dérogation lorsque le respect de la durée d'une heure causerait des inconvénients.

## Code de droit canonique de 1983
On lit dans le code de droit canonique publié en 1983 : « Can. 919 - § 1. Qui va recevoir la très sainte Eucharistie s'abstiendra, au moins une heure avant la sainte communion, de prendre tout aliment et boisson, à l'exception seulement de l'eau et des médicaments.§ 2. Le prêtre qui célèbre la très sainte Eucharistie deux ou trois fois le même jour peut prendre quelque chose avant la seconde ou la troisième célébration, même s'il n'y a pas le délai d'une heure ».

## Fraternité Saint Pie X
La Fraternité Saint-Pie-X recommande de s'en tenir aux dispositions du motu proprio Sacram Communionem de 1957. Cette restriction procède d'un refus global de l'enseignement et des décisions du Magistère, à partir du Concile Vatican II.[réf. nécessaire]